# Trần Chung Ngọc
Trần Chung Ngọc (1931– 29 tháng 1 năm 2014) là một tác giả Phật giáo người Mỹ gốc Việt. Tốt nghiệp bằng tiến sĩ Vật lý tại Đại học Wisconsin-Madison, Trần Chung Ngọc từng tham gia giảng dạy tại trường Đại học Khoa học Sài Gòn thời Việt Nam Cộng hòa, ông cũng có thời gian nhập ngũ trong Quân lực Việt Nam Cộng hòa. Sau năm 1975, Trần Chung Ngọc sang định cư tại Hoa Kỳ, ông tiếp tục nghiên cứu vật lý. Sau khi về hưu, ông Ngọc tham gia nhóm Giao Điểm viết về các chủ đề lịch sử và tôn giáo liên quan đến Việt Nam, đặc biệt là những nội dung chống Công giáo.

## Tiểu sử
Trần Chung Ngọc sinh năm 1931 tại Hà Nội, Trần Chung Ngọc tham gia quân ngũ từ năm 1952 đến năm 1956 rồi quy y cửa Phật tại Chùa Văn Thánh, Sài Gòn với pháp danh Phúc Lâm. Đến năm 1962 thì theo học tại trường Đại học Khoa học Sài Gòn. Sau thời gian tái ngũ Quân lực Việt Nam Cộng hòa từ năm 1962 – 1965, Trần Chung Ngọc quay về giảng dạy tại Đại học Khoa học Sài Gòn rồi được cử đi Hoa Kỳ học tiến sĩ vật lý tại Đại học Wisconsin-Madison. Tốt nghiệp năm 1972, ông trở lại Việt Nam giảng dạy đến năm 1975 thì di cư sang Hoa Kỳ làm nghiên cứu sinh sau tiến sĩ trong vòng 2 năm cho Đại học Wisconsin-Madison, rồi làm ở phòng nghiên cứu vật lý của trường này cho đến khi về hưu năm 1996.
Trần Chung Ngọc nghỉ hưu từ năm 1996 và bắt đầu nghiên cứu, viết bài về các chủ đề lịch sử, chính trị và tôn giáo. Các bài viết của ông được đăng trên trang Giao điểm và Sách hiếm.
Trần Chung Ngọc mất lúc 11 giờ ngày 29 tháng 1 năm 2014 tại Illinois, Hoa Kỳ do một cơn đau tim.

## Các nhận định nổi bật
Theo báo Công An Nhân dân, Trần Chung Ngọc là một trí thức hải ngoại từng ở phía Việt Nam Cộng hòa nhưng ủng hộ vai trò giải phóng dân tộc của Đảng Cộng sản Việt Nam, ủng hộ giải phóng Miền Nam, đánh giá tích cực "đợt di dân vĩ đại chưa từng có trong lịch sử Việt Nam".
Giáo sư Trần Chung Ngọc cho rằng: "Mỹ không có bất cứ lý do chính đáng nào để can thiệp vào Việt Nam, một nước nhỏ, nghèo, chưa phát triển và không có bất cứ khả năng nào có thể gây hại cho nước Mỹ. Do đó, việc Mỹ can thiệp vào Việt Nam là bất chấp dư luận, bất chấp cả công pháp quốc tế, nghĩa là: "dùng cường quyền thắng công lý" của một cường quốc tự cho mình có quyền can thiệp vào bất cứ đâu mà Mỹ muốn"
Trần Chung Ngọc cho rằng không có Đảng Cộng sản Việt Nam thì sẽ không có độc lập dân tộc: "không có Đảng Cộng sản Việt Nam thì chế độ nô lệ thực dân Pháp có cáo chung không", "chiến thắng quân ngoại xâm Pháp rồi Mỹ của Đảng Cộng sản Việt Nam". Ông cho rằng: ""Giải phóng miền Nam" là khẩu hiệu của những người Cộng sản để thực hiện thống nhất đất nước."
Ông là một người gốc Việt ở nước ngoài phê phán cuốn Bên thắng cuộc của Huy Đức. Ông cũng là người có các bài viết bảo vệ Hồ Chí Minh trước các phê phán của một số người Việt hải ngoại về Hồ Chí Minh.. Ông cũng phê phán mục tiếng Việt của các hãng thông tấn VOA, BBC, RFA, RFI là để "chống phá Việt Nam, phục vụ cho đường lối chỉ đạo của các quốc gia liên hệ".

## Tác phẩm[11]

### Đã xuất bản
- Công giáo Chính Sử (1998; Tái bản lần 2: 2000)
- Đức Tin Công giáo (2000)
- Chúa Giê-su Là Ai? Giảng Dạy Những Gì? (2002)
- Công giáo Hắc Sử (1998; Tái bản lần 2: 2000)

### Tác phẩm viết chung với nhiều tác giả khác
- Bản Chất Các Phản Ứng Về Bài Giảng Của HT Nhất Hạnh (2001)
- Dialogue With Pope John Paul II (1997)
- Đối Thoại Với Giáo hoàng Gioan Phao Lô II (1995; Tái bản lần 3: 2000)
- Ki Tô Giáo Và Kế Hoạch Cải Đạo Á Châu (2005)
- LM Trần Lục, Thực Chất Con người Và Sự nghiệp (1999)
- Nguyễn Trường Tộ, Thực Chất Con người Và Di Thảo (1998)
- Nguyễn Trường Tộ Yêu Nước ?? (2002)
- Người Việt Nam & Đạo Giêsu (2007)
- Phật giáo Trong Thế Kỷ Mới; Tuyển Tập I (1996)
- Phật giáo Trong Thế Kỷ Mới; Tuyển Tập II (1997)
- Phê Bình Những Bài Phê Bình Cuốn Đối Thoại…[Tập 1, Phê Bình Ông Dương Ngọc Dũng; Tập 2, Phê Bình Ông Đỗ Mạnh Tri] (1997)
- Tôn Giáo Và Tổ Quốc (2003)
- Tuyển Tập: 1963 – 2003: Bốn Mươi Năm Nhìn Lại (2003)
- Vạch Trần Âm Mưu Phá Ngầm Phật giáo (2000)
- Vatican: Thú Tội Và Xin Lỗi (2000)
- Võ Văn Ái: Con Nội Trùng Của Phật giáo Việt Nam (2005)

### Các bài viết
- Hơn 200 bài viết về các vấn đề tôn giáo, lịch sử, khoa học, thời sự,... đăng trên các báo Nguồn Sống [Tu viện Kim Sơn], Phật giáo Hải Ngoại [Phật Học viện Quốc tế], Sen Trắng [Chùa Giác Lâm], và trên các trang nhà,...

## Đánh giá
Tiến sĩ Thích Nhật Từ, Trụ trì Chùa Giác Ngộ đánh giá: 
“GS.TS. Trần Chung Ngọc là nhà tri thức lớn của Phật giáo Việt Nam nói riêng và đất nước Việt Nam nói chung. Với 5 quyển sách chuyên khảo, 16 quyển sách viết chung và hơn 200 bài nghiên cứu mang tính học thuật của giáo sư Ngọc về tôn giáo và lịch sử Việt Nam là những đóng góp to lớn về mặt tri thức và phương pháp, nhằm giúp cho độc giả rộng mở tầm nhìn về tôn giáo, Phật giáo và khoa học.”